# Cmentarz żydowski w Kostrzynie
Cmentarz żydowski w Kostrzynie – kirkut został założony w połowie XIX wieku. Mieścił się przy ul. Mickiewicza. W czasie II wojny światowej został zniszczony przez nazistów. Obecnie nie ma na nim nagrobków. Teren jest nieogrodzony. Został wpisany do ewidencji zabytków. 